# 卡西尼环形山 (月球)
卡西尼环形山（Cassini）是位于雨海东端的雾沼（该特征名已被取消）中一座月球撞击坑，其地质年龄隶属于早雨海世。其名称取自意大利出生的法国天文学家和水利工程师乔瓦尼·多梅尼科·卡西尼（1625年-1712年）及他的儿子-法国天文学家雅克·卡西尼（1677年-1756年），1935年被国际天文学联合会批准接受。

## 特征描述

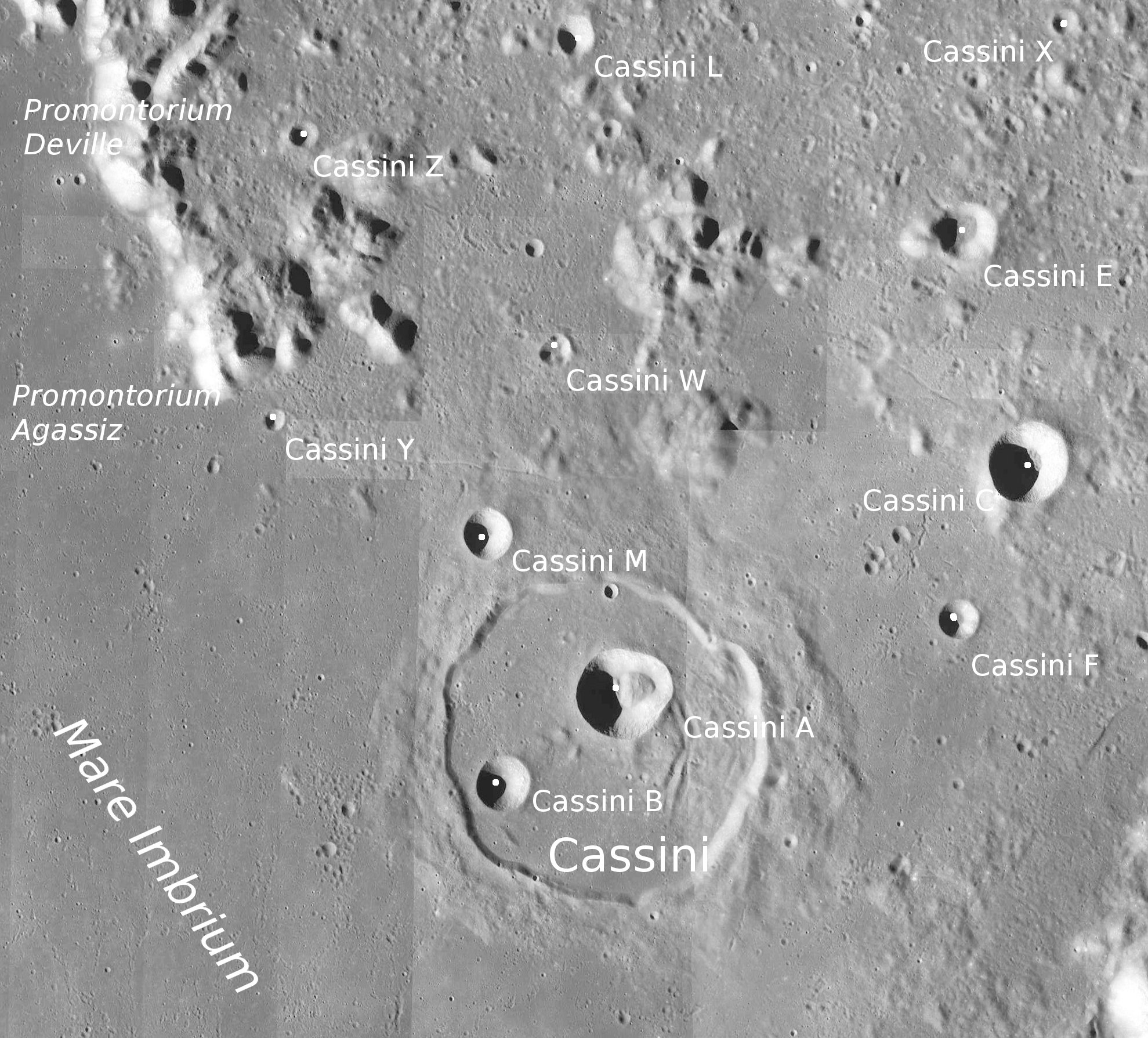
环形山周边图，月球勘测轨道飞行器拍摄。

卡西尼环形山的东北坐落着阿尔卑斯山脉，东面是高加索山脉，西北是皮通山的孤峰。最接近的月坑有南面的特埃特图斯陨石坑和东南偏东的卡利普斯陨石坑，它的西北面则是阿加西斯岬。环形山的中心月面坐标为40°15′N 4°38′E / 40.25°N 4.64°E，直径56.88公里，深度2.441公里，在结构上非常类似于波希多尼环形山。
卡西尼环形山内部地表已被覆盖，它可能与周围的月海一样古老。坑内表面布满了众多的撞击坑，其中一对极为醒目卫星坑“卡西尼 A”和“卡西尼 B”，“卡西尼 A”较大，位于环形山中心的东北部；较小的“卡西尼 B”则靠近环形山的西南内壁。“卡西尼 A”的东南方是隆起的丘陵褶皱区。
该环形山的沿壁狭窄而不规则，虽遭熔岩淹漫，但整体形状仍保持不变，平均高出周边月表1180米，其中东南段最高，达到1390米，在环形山的边缘外围有一圈突出且不规则的外壁。卡西尼环形山的总体积约有2600公里³。
由于未知原因，该环形山在早期月图中被遗漏掉。卡西尼环形山并非起源于现在，因此，它的遗漏只能是制图者的错误。

## 卫星陨石坑
按惯例，这些最靠近卡西尼环形山的卫星坑，将通过在其陨坑中心点旁放置一字母而在月球地图上标示出来。

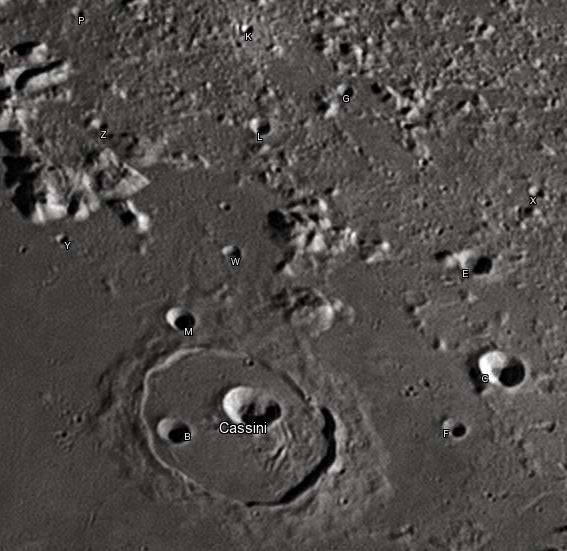
周边卫星坑图.

| 卡西尼 | 纬度     | 经度    | 直径      |
| ------ | -------- | ------- | --------- |
| A      | 40.51° N | 4.78° E | 16.76公里 |
| B      | 40.02° N | 3.87° E | 9.42公里  |
| C      | 41.76° N | 7.80° E | 13.79公里 |
| E      | 42.98° N | 7.34° E | 9.45公里  |
| F      | 40.92° N | 7.28° E | 6.72公里  |
| G      | 44.73° N | 5.46° E | 4.72公里  |
| K      | 45.19° N | 4.09° E | 3.47公里  |
| L      | 43.99° N | 4.41° E | 6.14公里  |
| M      | 41.38° N | 3.75° E | 7.85公里  |
| P      | 44.83° N | 1.86° E | 3.37公里  |
| W      | 42.35° N | 4.25° E | 5.46公里  |
| X      | 44.06° N | 8.08° E | 4.40公里  |
| Y      | 41.98° N | 2.16° E | 3.55公里  |
| Z      | 43.48° N | 2.38° E | 4.69公里  |

## 另请参阅
- 24101 卡西尼，小行星
- 卡西尼撞擊坑 (火星)